# Velorex

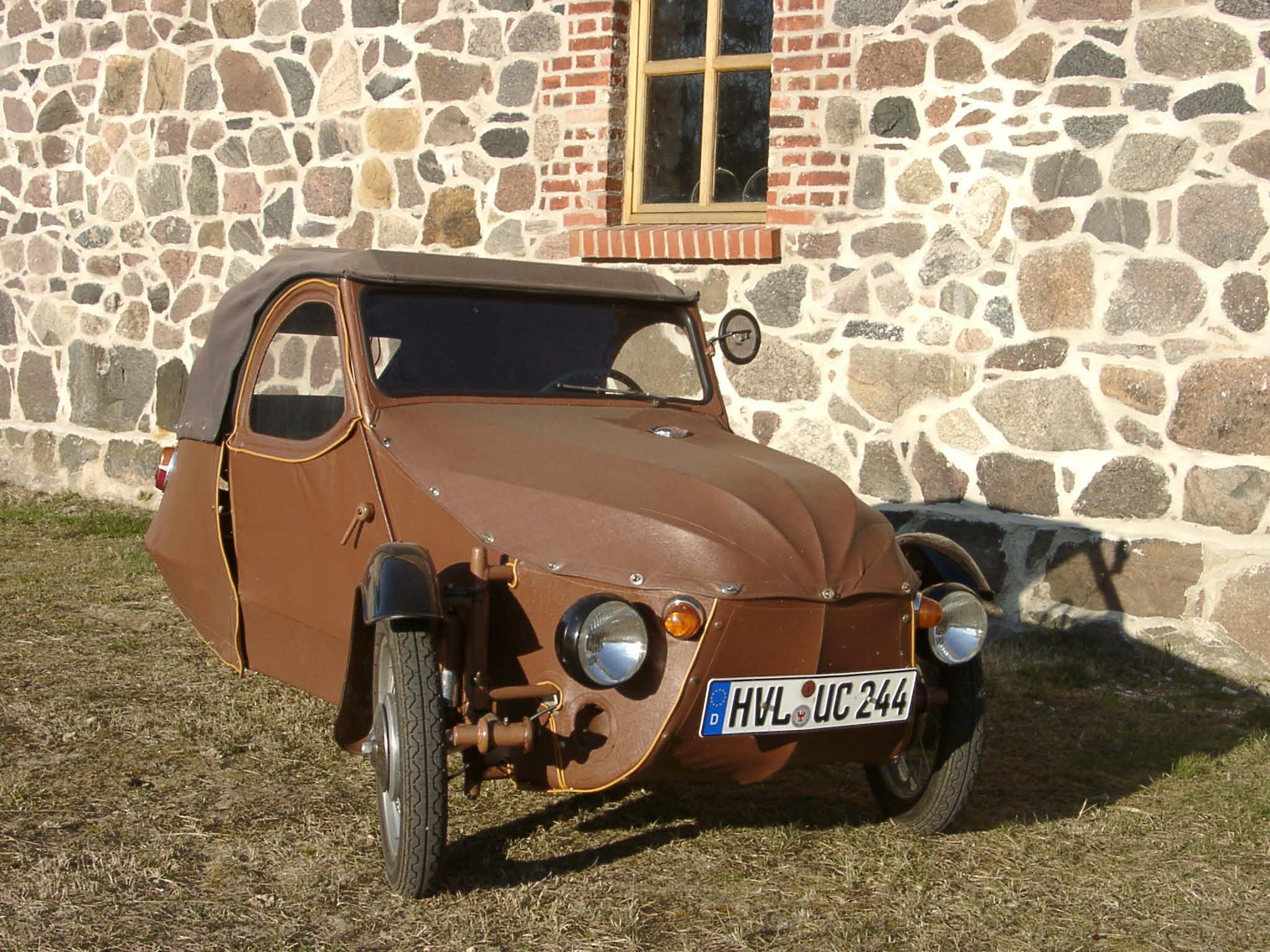
Velorex 350/16 von 1971 (Dreirad)

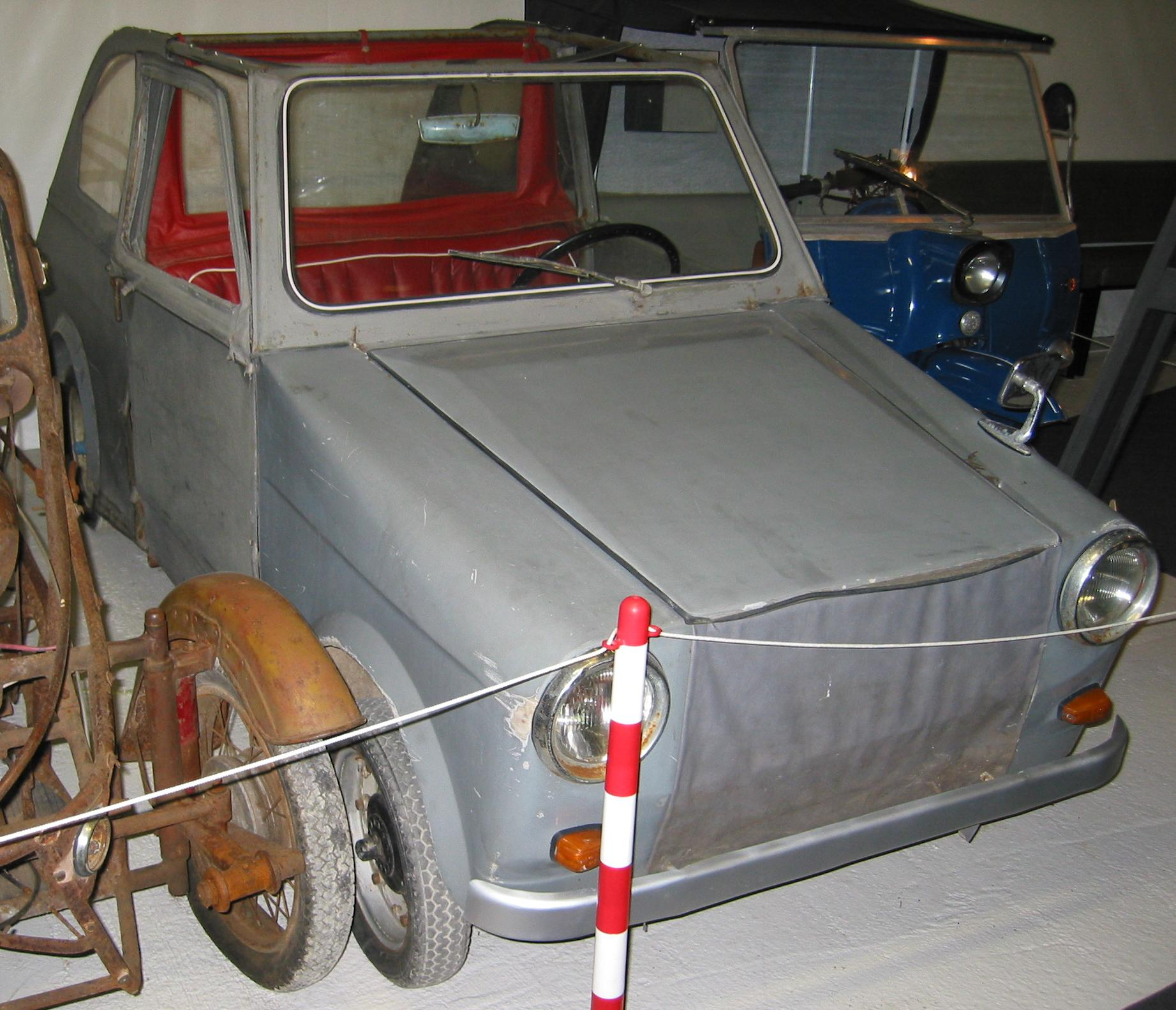
Velorex Vierrad

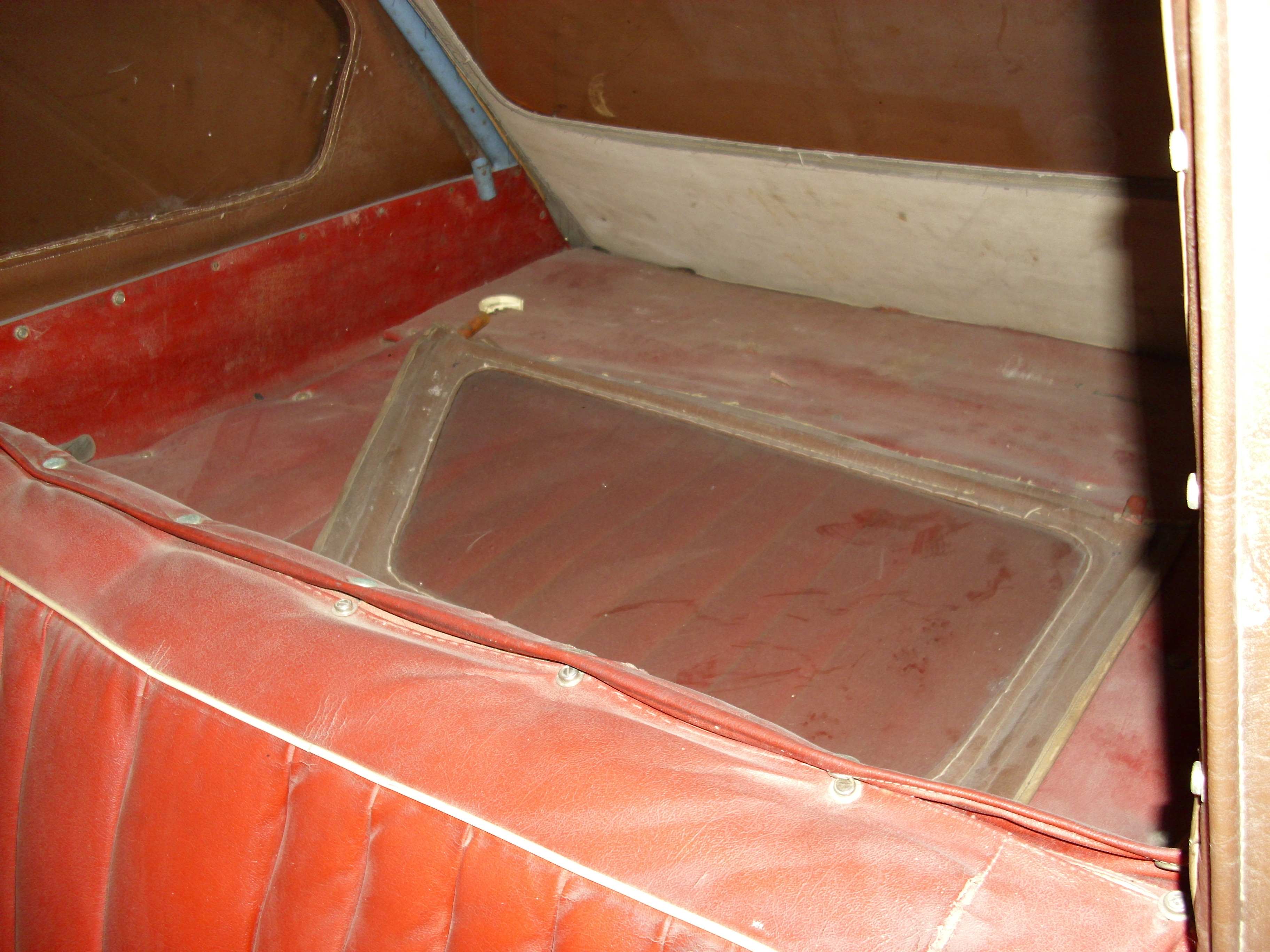
Das vierrädrige Modell besaß hinter den Vordersitzen eine ebene Ladefläche. Aufgrund des darunter befindlichen Motors war die Ladehöhe begrenzt.

Velorex ist der Name einer ehemaligen Automarke aus der Tschechoslowakei (Spitzname: Hadraplan). Zwischen 1950 und 1973 wurden über 15.000 Fahrzeuge produziert.

## Entwicklung
Die Brüder František Stransky (20. September 1914 – 25. Juni 1954) und Mojmir Stransky (29. Juni 1924 – 13. Juni 2011) begannen 1945 in Parník nahe Česká Třebová mit dem Bau von Prototypen eines Kleinwagens namens Oskar mit drei Rädern, wobei sich das einzelne Rad im Heck befand. Das Fahrzeug besaß zwei Sitze und ein Verdeck. Der Rohrrahmen war mit dem kunstlederähnlichen Stoff Igelit bespannt, um die hohen Kosten der Blechbearbeitung zu sparen. Anfänglich wurden die Fahrzeuge bevorzugt von Invaliden gekauft, da diese besonders günstige Konditionen erhielten. 1951 wurde die Produktion nach Solnice verlegt. Ab 1956 wurden die Fahrzeuge in Velorex umbenannt. Ab 1961 wurden bestimmte Teile im neuen Werk in Rychnov nad Kněžnou produziert. Erst 1971 wurde das Dreirad durch ein neues Vierradmodell abgelöst. 1973 wurde die Produktion endgültig eingestellt.

## Die Modelle

### OS-KAR (1950–1952)
Von der ersten Ausgabe des OS-KAR wurden von 1950 bis 1952 etwa 36 Stück produziert. Es wurde ein Einzylinder-Zweitaktmotor von Jawa vom Typ N 11 mit 250 cm³ Hubraum und 9 PS Leistung verwendet. Äußere Erkennungsmerkmale sind die hohe Fahrzeugfront, die Stufenheckkarosserie sowie die 19-Zoll-Räder.

### OS-KAR (1952–1954)
Von der zweiten Ausgabe des OS-KAR wurden von 1952 bis 1954 etwa 130 Stück produziert. Die Schnauze wurde flacher, wie bei allen folgenden Velorex-Dreiradmodellen. Der Motor, die Karosserie sowie die Rädergröße wurden beibehalten.

### Oskar 54
Dieses Modell wurde zwischen 1954 und 1955 produziert. Die Rädergröße wurde beibehalten, das Heck wurde zum Fließheck.

### Velorex Oskar 16 und Velorex 16/250
Dieses Modell, anfänglich Velorex Oskar 16 und später Velorex 16/250 genannt, wurde von 1955 bis 1963 produziert; es hatte 16-Zoll-Räder. Ab 1955 wurde ein Jawa-Motor vom Typ N 353 mit 250 cm³ Hubraum und 12 PS verwendet.

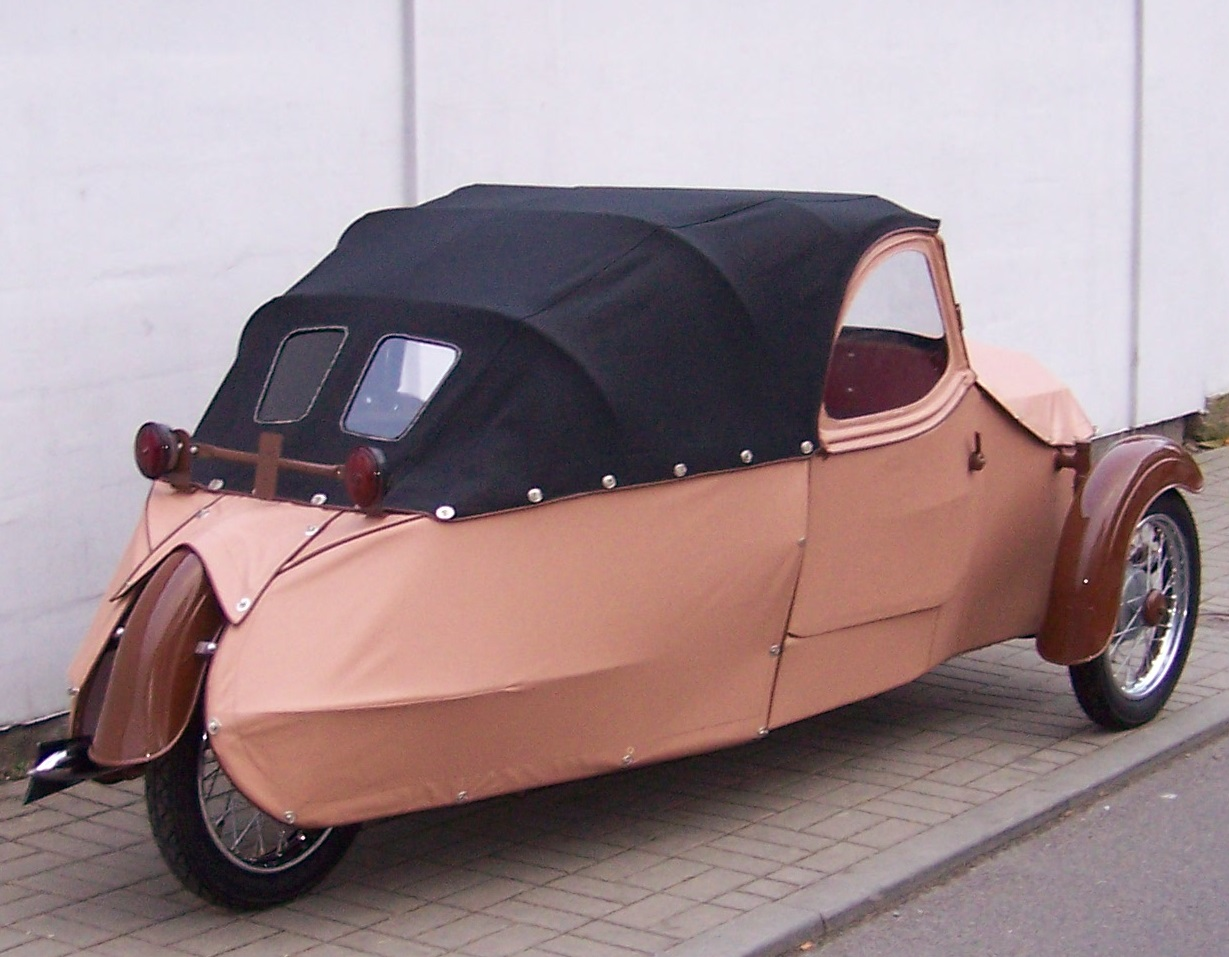
Velorex 16/250
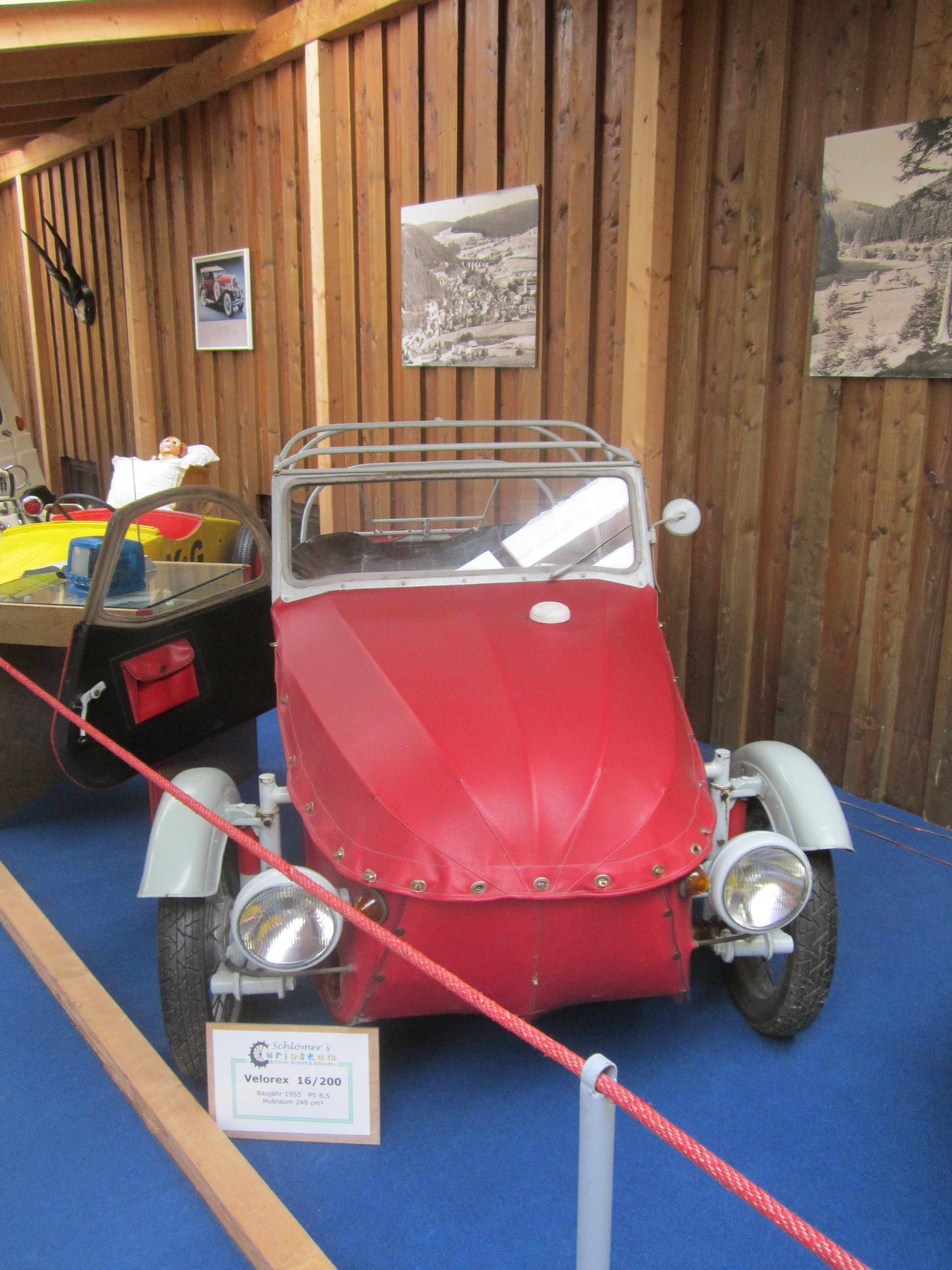
Velorex 16/250 1955
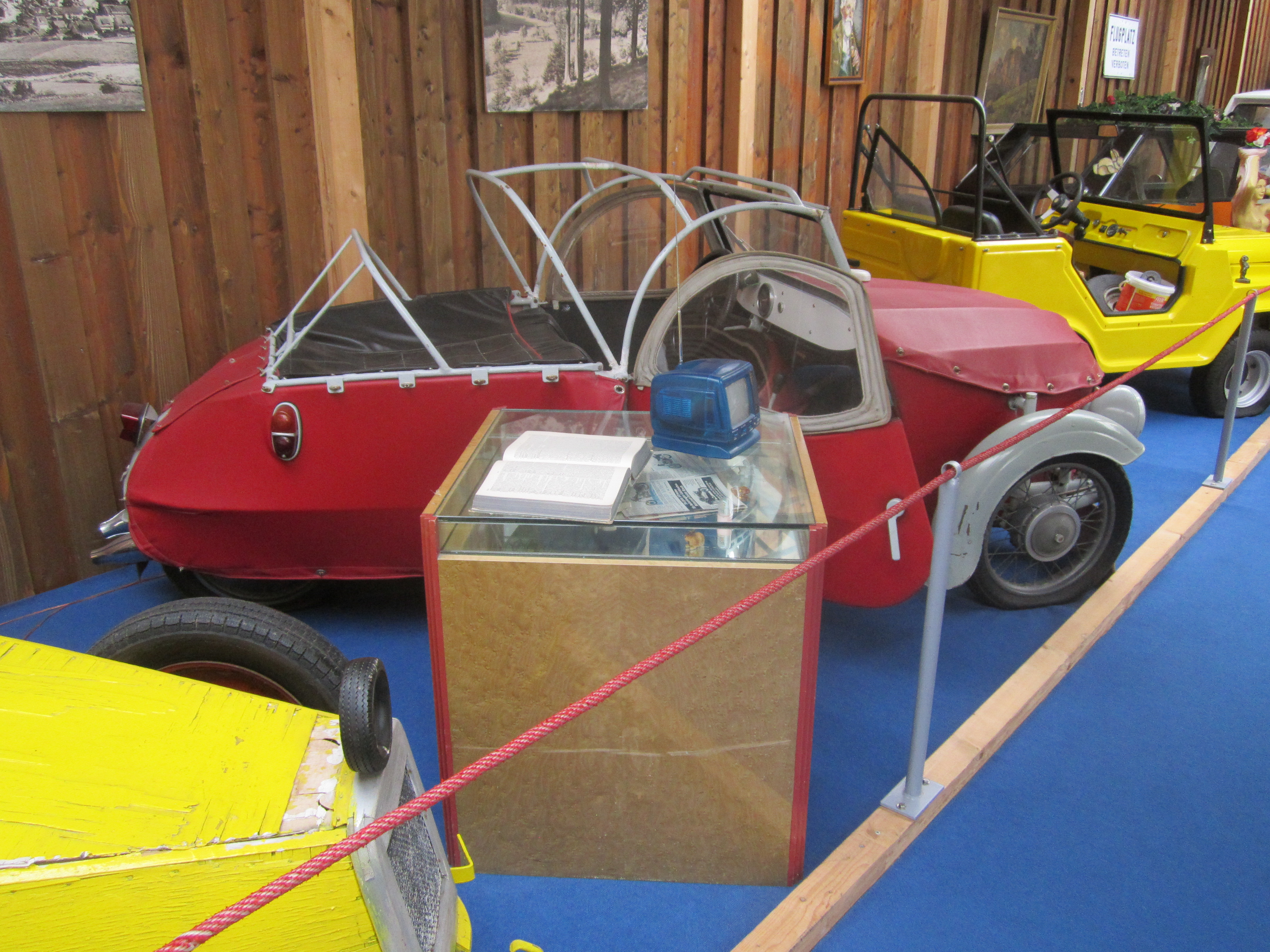
Velorex 16/250 1955

### Velorex 16/175
Dieses Modell von 1963 bis 1964 besaß einen Einzylinder-Zweitaktmotor von ČZ mit 175 cm³ Hubraum, der 11,5 PS leistete. Es wurde eine 12-Volt-100-W-Lichtmaschine verwendet.

### Velorex 16/350
Dieses Modell von 1963 bis 1971 besaß einen Zweizylinder-Zweitaktmotor von Jawa mit 350 cm³ Hubraum, der 16 PS leistete.

### Velorex 435-0
Dieses Modell wurde ab 1971 produziert. Der Antrieb erfolgte durch den Jawa-Motor mit 350 cm³ Hubraum. Es besaß im Gegensatz zu den Vorgängern vier Räder und ein völlig anderes Aussehen, welches dem damals üblichen Äußeren von Kleinwagen angepasst war. Allerdings war die Konkurrenz in diesem Marktsegment größer, sodass die Fertigung dieses Modells bereits 1973 nach nur 1380 produzierten Exemplaren eingestellt wurde.